# أبريرا
بلدية أبريرا (بالكاتالانية: Abrera) هي إحدى بلديات مقاطعة برشلونة، والتي تقع في منطقة كاتالونيا، شرق إسبانيا.
يبلغ عدد سكانها 10.840 نسمة وفقاً لإحصائية سنة (2007).

## أعلام
- خوسيه رويز